# Hedslätt

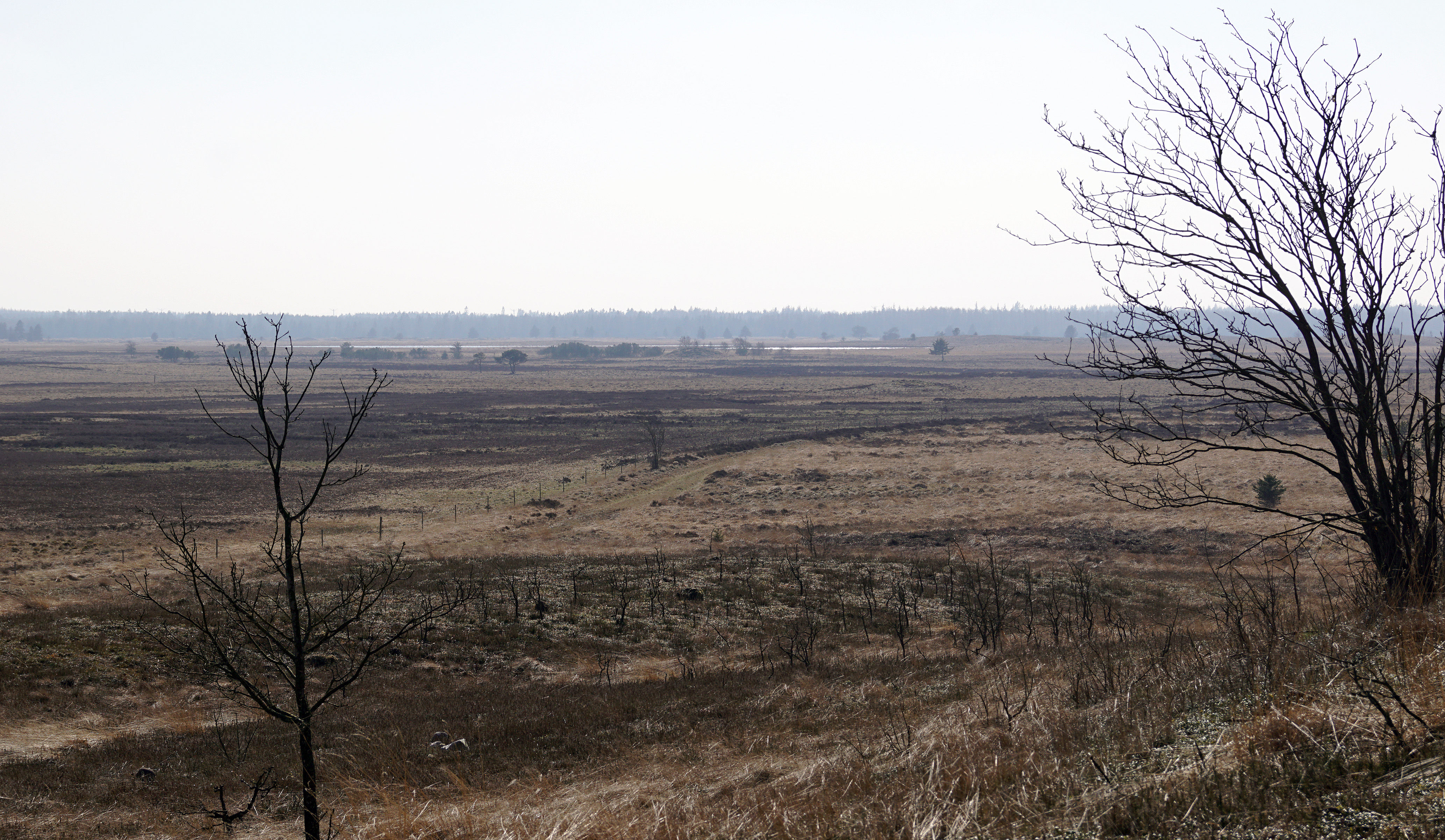
Utsikt över Randbøl Hede, som ligger i den sydöstliga delen av Grindsted Hedeslette.

Hedslätt är en landskapsform i Danmark, som präglar Västjylland. 
Hedslätterna bildades av smältvattenfloder från det istäcke, som under den sista istiden (Weichselistiden) omfattade hela det östliga Danmark fram till Ussings israndslinje för omkring 18.000 år sedan. Smältvattenfloderna hade utlopp i glaciärportar längs isranden och strömmade västerut mot Nordsjön genom de lågt liggande delarna av istidslandskapet från den näst sista istiden (Saale-istiden), det vill säga arealerna mellan bakkeöarna, de högsta delarna av det äldre istidslandskapet. 
Till de största västjylländska hedslätterna hör Kronhede Hedeslette, Karup Hedeslette, Grindsted Hedeslette och Tinglev Hedeslette. Dessutom finns Tirstrup Hedeslette och Løsning Hedeslette i anknytning till den östjylländska israndslinjen. 
Hedslätterna har skapat de naturgivna betingelserna för heden i Danmark som landskapstyp, med dess säregna växtlighet och djurliv.